# Carlo Maiolini
 (mars 2016).
 (mars 2016).
- Si vous ne connaissez pas le sujet, laissez ce bandeau (vous pouvez alors contacter les auteurs).
- Si vous supprimez le contenu mis en cause (vous pouvez préalablement contacter les auteurs),

argumentez précisément cette suppression dans la page de discussion
(un manque de référence n'est pas un argument ; une recherche réelle de référence doit avoir été effectuée, être formellement documentée).
 (mars 2016).
Si vous disposez d'ouvrages ou d'articles de référence ou si vous connaissez des sites web de qualité traitant du thème abordé ici, merci de compléter l'article en donnant les références utiles à sa vérifiabilité et en les liant à la section « Notes et références ».
Pour les articles homonymes, voir Maiolini.
Carlo Maiolini, né le 1er juin 1940 à Tripoli et mort le 4 mars 2021 à Ervy-le-Châtel, est un artiste-peintre, designer et décorateur français d'origine italienne, vivant et travaillant à Laroque-des-Albères (Pyrénées-Orientales).

## Biographie
Carlo Maiolini, née en 1940 à Tripoli (Tripolitaine).
Ses parents d'origines siciliennes réintègrent ensuite la Sicile, en 1942, après l'occupation de la Tripolitaine par les troupes de Rommel, où Maiolini fait ses premières études.
Pour des raisons économiques, en 1950, la famille émigre en Tunisie, lieu de naissance de son père et où une grande partie de ses aïeux s'étaient installés au début du XXe siècle. Son grand père Charles Maiolini y a peint un grand Christ, dans l'église de Djerba, et son père Henri Maiolini a réalisé les affiches de films pour le cinéma familial à Sfax.
Les difficultés d'apprentissage du français à l'âge de dix ans, poussent Maiolini à dévoiler une aptitude réelle au dessin. En 1955, il pria alors ses parents de l'inscrire à l’Institut supérieur des beaux arts de Tunis, mais ceux-ci n'ayant pas les moyens, il devient décorateur de vitrine de magasin afin de financer ses études.
À la fin de sa 2e année aux Beaux-Arts, en 1958, il remporte le 1er Prix du concours " Bourse de voyage artistique " (normalement réservé aux élèves de 3e année), présidé par  Pierre Berjole (plus tard conservateur du Musée de l'Annonciade à Saint Tropez). Ce prix permet à celui qui l’obtient de faire un voyage d'études dans le pays de son choix et Carlo choisit l’Italie. Il visite Rome, Florence, Venise, à la découverte de cette Renaissance tant admirée dans les livres. Au retour de ce voyage, un panneau entier lui est consacré au Salon des Beaux-Arts de Tunis pour montrer son travail. Ces tableaux furent acquis par le gouvernement tunisien et l'Ambassade de France.
En 1959, il part à Paris pour étudier aux Beaux-Arts, Arts-Déco et Académie de la Grande Chaumière qui furent ses lieux de refuge. Il y eut comme professeurs Roger Chapelain-Midy et Marcel Gromaire.
Malgré ses études artistiques, il fut appelé à faire son service militaire à Bizerte, en Tunisie en 1960. En raison de son 1er prix d’architecture de la Villa Médicis à Rome, le Lieutenant Ivaldi lui demanda de s’occuper du décor du « Théâtre des Armées » dont il était le responsable.
C’est en 1962 qu’il retourna à Paris et tenta d’orienter sa carrière vers différents domaines artistiques : dessins de cartons pour canevas, illustrations pour des magazines, etc. Il fit ensuite la rencontre déterminante de Pierre Cardin, ce qui lui permit de créer pendant vingt ans des modèles pour diverses maisons de couture. Le dessin était toujours présent, la création également, la couleur dans les tissus, les dessins d'imprimés, des broderies, tout lui plaisait ; pourtant, il lui manquait l'odeur de l'huile de lin et de la térébenthine, les aplats, les lavis et tout simplement le tableau fini, accroché durant une exposition.
Il n'avait pas délaissé ses pinceaux pour autant, car Maiolini se lança le défi d'aller vers la figuration narrative qui est la plus difficile techniquement, car elle est proche de l'hyperréalisme. Tout en l'évitant, il l'associe à un traitement pictural propre qui lui donne sa personnalité.
En 1965, il s'installe à Nice, et continue son activité de styliste entre Nice, Paris, Milan, New York …
En 1981, son cousin italien, Enzo Leopardi, grand amateur d’art, biographe lui présente, en personne, certains artistes de renom, Salvatore Fume, Biagio Brancato, Piero Guccione. Chacun lui dira qu’il doit reprendre les pinceaux.
Il organisa le Bal à Versailles, en 1988 pour les 70 ans du Prince de Lignac sur une plage privée de Saint Tropez. Ce fut la reproduction du Grand Trianon sur 1 700 m2 : Bassin d'Apollon avec ses jets d'eau, un temple d'amour, une statue équestre de Louis XIV grandeur nature, deux obélisques de 13 mètres de hauteur. Le défi mené à bien, la fête eut un retentissement mondial.
Hector Margotte, échevin de la culture et des musées de la ville de Liège organisa en 1999 une rétrospective de Carlo Maiolini au Musée d'art moderne et d'art contemporain de Liège en Belgique, dans la même salle où ont été exposés Marc Chagall et Pablo Picasso.
En 2000, une exposition personnelle fut organisée à la Chapelle Ste Elisabeth par la ville de Villefranche-sur-Mer. Durant cette exposition M. Dimitri Salmon repéra une toile de Maiolini qui correspondait au style de la future exposition « D’après l’Antique » au musée du Louvre, dont il est commissaire. À l’occasion de cette exposition qui eut lieu du 20 octobre 2000 au 15 janvier 2001, une œuvre de Maiolini fut reproduite dans le catalogue, après acceptation de M. Pierre Rosenberg, alors président et directeur du musée du Louvre.
André Callego, président du groupe de presse Le Journal Toulousain publia un livre sur sa vie et son œuvre aux éditions de l'lxcéa, en 2007.
Au mois de mai 2007, le ministère de la Culture tunisienne organisera une rétrospective sur Maiolini au Dar Sébastien, Centre Culturel International de Hammamet, pour ses cinquante années de vie artistique, initiée aux Beaux-Arts de Tunis.
Cette même année, il réalisa un ciel de 160 m2 sur la grande coupole du Théâtre de la Porte Saint-Martin à Paris.
Il meurt le 4 mars 2021 à Ervy-Le-Châtel.

## Tendances
Après les différentes écoles, l'évolution de Maiolini alla du figuratif à l'abstraction, mais ses racines familiales, son amour pour la grécité et la Renaissance italienne, l'ont dirigé vers la " Nouvelle figuration " une facture plus précise dans un double traitement pictural qui confère à ses tableaux toute leur modernité. La mesure de l'espace, la composition, le dessin et les analyses des images sont pour lui primordiales, comme il se plait à dire  «Une peinture pour nourrir l'esprit.»
De la "réalité subjective" à la "figuration narrative", Maiolini trouva son bonheur en confrontant le réel à l'imaginaire.
Amoureux de la sculpture sans jamais l'avoir pratiqué, Maiolini met en confrontation, dans sa galerie des Antiques les deux arts car pour lui : «Le tableau et la statuaire sont les deux seules représentations de l'excellence dans les arts plastiques».
Passionné comme tant d'autres artistes depuis des siècles par la mythologie grecque, Maiolini puise "dans ce grand chaudron" une partie de sa nourriture picturale disant que tout n'a jamais été peint et exprimé de la même manière !

## Parcours pictural (sélection)
- 1957 - Prix du meilleur effort de jeunesse au Salon Tunisien avec le tableau La lecture
- 1958 - Prix de la bourse de voyage artistique au Beaux-arts de Tunis[4]. Voyage d'étude en Italie.
- 1959 - Paris - Beaux-Arts, Arts-déco et Académie de la Grande Chaumière
- 1980 - Commence la série des tableaux de la Galerie « Les Antiques »
- 1991 - Exposition personnelle au Centre culturel de Comiso en Italie
- 1999 - Exposition personnelle au Musée d'Art Moderne et d'Art Contemporain Liège en Belgique
- 2001 - Exposition au Palazzo Vecchio pour le « Prix Catherine de Medicis » à Florence en Italie
- 2003 - Exposition personnelle au Château de Bussy-Rabutin en France, pendant le festival de la BlivetSchool en présence de la soprano Natalie Dessay
- 2004 - Inauguration de « La Maison du Patrimoine » avec une exposition personnelle a Saint Florentin en France
- 2004 - Prix Jean-Pierre Osenat au 55e Salon d'Arts Plastiques de Bois-Le-Roy
- 2005 - Invité d'honneur au salon « Confluences » à Odyssud Blagnac
- 2007 - Rétrospective, invité par le Ministère de la Culture Tunisienne au Centre Culturel International de Hammamet.
- 2012 - Exposition personnelle à l'abbaye de Reigny pendant le festival « Paroles & Musiques »
- 2017 - Invité d'honneur Galerie Marianne / Cinéma Jean-Jaurès / Médiathèque - Argelès-sur-Mer

## Décors - Design etc.
- 1960 - Bizerte - Théâtre aux armées (ses premières expériences de décorateur)
- 1988 - Décors du Bal à Versailles pour le Prince de Lignac à Saint Tropez en France
- 1994 - Directeur artistique de la Société Artichaut pour les Arts de la Table en France
- 2000 - Première collaboration pour les Émaux de Longwy en France
- 2007 - Fresque sur la coupole du Théâtre de la Porte Saint Martin à Paris

## Presse (sélection)
- 2000 - Parution d'une de ses toiles dans le catalogue D'après l'Antique du musée du Louvre
- 2007 - André Gallego " Du rêve à l'acte " livre sur la vie et l'œuvre de Carlo Maiolini aux éditions de l'Ixcéa
- 2008 - Les éditions Emile Hazan éditeront cinq de ses tableaux en poster.
- 2014 - Éditions Akoun - " Maiolini ne signerait pas ses œuvres qu'on saurait que c'est lui. Une écriture éprouvée tant par sa technique que dans ses compositions. Surréalisme et figuration narrative mériteraient que chacun des tableaux raconte une histoire entre présent passé et avenir. Jacques-Armand AKOUN expert

## Collections publiques
- Echevinat de la culture et du tourisme Liège Belgique
- Ministère de la culture Tunis Tunisie
- UNICEF Florence Italie
- PROLOCO (développement pour la culture) Ragusa Italie
- Association France-Alzheimer.
- Musée en Florentinois de Saint-Florentin (Yonne) Bourgogne France
- Services Culturels ville d'Argelès-sur-Mer